# Piotr Goździewicz
Piotr Goździewicz (ur. 23 marca 2001) – polski lekkoatleta specjalizujący się w pchnięciu kulą
W 2017 roku w Győrze na Węgrzech zwyciężył w olimpijskim festiwalu młodzieży, a w kolejnym sezonie zdobył w tej samej miejscowości brąz mistrzostw Europy U18. Zajął piąte miejsce w igrzyskach olimpijskich młodzieży w Buenos Aires (2018). Bez powodzenia startował w lipcu 2019 roku w mistrzostwach Europy U20.
Medalista mistrzostw Polski U20 oraz olimpiady młodzieży. 
Rekordy życiowe: kula juniorska o wadze 6 kg – 19,31 (3 lipca 2019, Racibórz).

## Osiągnięcia
| Rok  | Impreza                                     | Miejsce      | Konkurencja           | Pozycja           | Wynik       |
| ---- | ------------------------------------------- | ------------ | --------------------- | ----------------- | ----------- |
| 2017 | Olimpijski festiwal młodzieży Europy (EYOF) | Győr         | pchnięcie kulą (5 kg) | 1. miejsce        | 19,41       |
| 2018 | Mistrzostwa Europy U18                      | Győr         | pchnięcie kulą (5 kg) | 3. miejsce        | 18,88       |
| 2018 | Igrzyska olimpijskie młodzieży              | Buenos Aires | pchnięcie kulą (5 kg) | 5. miejsce        | 18,64+19,02 |
| 2019 | Mistrzostwa Europy U20                      | Borås        | pchnięcie kulą (6 kg) | el. – 14. miejsce | 18,40       |